# Ken Sunshine
Ken Sunshine es un asesor de relaciones públicas estadounidense, co-CEO y fundador de Sunshine Sachs Consultants. Comenzó su carrera en política de Nueva York, específicamente como jefe de personal del alcalde David Dinkins.

## Primeros años
Sunshine creció dentro de una familia judía en Long Island y se graduó de la Escuela de Relaciones Industriales y Laborales de la Universidad Cornell en 1970 donde estuvo implicado en actividades para promover el cambio social y político.

## Carrera
Sunshine comenzó su carrera como organizador comunitario para luego convertirse en delegado de distrito para George McGovern. Luego manejó el departamento de relaciones públicas de ASCAP, donde supervisó eventos musicales. En la década de 1970, se unió a las campañas de Bella Abzug para el senado, alcaldía y congreso con Harold Holzer.
De 1990 a 1993, Sunshine fungió como jefe de personal para el alcalde David Dinkins, un trabajo que incluyó el manejo del futuro alcalde de la Ciudad de Nueva York, Bill de Blasio. En 1994, trabajó en la campaña gubernamental de Mario Cuomo y como consejero para el Gobernador de Nueva York Andrew Cuomo.
En 1991, Sunshine creó la firma de relaciones públicas Ken Sunshine Consultants. La compañía fue rebautizada al año siguiente para incorporar al principal asociado Shawn Sachs. Los clientes iniciales incluyeron a Barbra Streisand, 1199: El Sindicato Nacional de trabajadores de. Cuidado de la Salud y la 1992 Convención Nacional Democrática trabajando con Ron Brown, entonces presidente del Partido Demócrata.
Sunshine Sachs se especializa en programas de imagen corporativa, comunicación de crisis, administración de reputación y administración de asuntos, marketing para el consumidor y estilo de vida, asuntos públicos, relaciones de medios de comunicación, promoción de eventos y entrenamiento en habilidades de comunicaciones. En 2014, Sunshine Sachs fue nombrado la agencia número uno en relaciones públicas en Nueva York por el New York Observer.
Sus clientes han incluido a John Thain, Barbra Streisand, Ben Affleck y el patrimonio de Michael Jackson. Su trabajo más conocido incluyen la representación de Justin Timberlake después de una “fallo de vestuario” en el concierto de medio tiempo del Super Bowl XXXVIII con Janet Jackson en febrero de 2004. A partir de 2009, nueve de cada diez clientes de la firma no eran celebridades.

## Editando Wikipedia para los clientes
En junio de 2015, Sunshine admitió que su empresa había empleado editores pagados para modificar las páginas de Wikipedia de sus clientes, eliminando material negativo acerca de ellos, violando los términos de servicio de Wikipedia. Sunshine Sachs dijo que sus empleados fallaron al hacer pública su relación con la empresa cuando editaban, y un empleado clave no estaba al tanto de las políticas actualizadas de Wikipedia sobre la edición pagada. Todos los empleados que participan en la edición de Wikipedia ahora hacen revelaciones apropiadas, dijo Sunshine. Celebridades de quienes sus artículos de Wikipedia fueron editados por Sunshine Sachs incluyen a Naomi Campbell, Mia Farrow y Sarah Brightman.
Las referencias al fracaso del álbum de Campbell de 1994 "Babywoman" se eliminaron, así como su relación con Mike Tyson y las condenas de agresión. No estaba claro si las celebridades mismas eran conscientes de las ediciones.
The New York Times dijo que en un correo electrónico a los clientes declaró que "Sunshine Sachs tiene una serie de editores con experiencia en el personal que tienen perfiles establecidos en Wikipedia" y que "los cambios que hacemos a páginas existentes son cuestionados raras veces." Sunshine dijo que creía que las ediciones en Wikipedia que realizó su empresa son anteriores a junio de 2014, cuando la política fue cambiada, acatándola ahora.

## Vida personal
Está casado con Nancy Hollander quien también es judía. Tienen dos niños: Jason y Jessica.